# Gilles David
Pour les articles homonymes, voir David.
Gilles David est un acteur et metteur en scène français, né le 27 février 1956 à Paris. Il est, depuis le 1er janvier 2014, le 527e sociétaire de la Comédie-Française.

## Biographie
Il entre à la Comédie-Française, le 1er décembre 2007, où il joue notamment dans Figaro divorce d’Ödön von Horváth, mis en scène par Jacques Lassalle, ou encore Bonheur ? d'Emmanuel Darley, dans une mise en scène d'Andrés Lima.
En novembre 2008, il interprète le rôle de César dans Fanny de Marcel Pagnol.
Le 1er janvier 2014, il devient le 527e sociétaire de la Comédie-Française.

## Théâtre
Sauf indication contraire ou complémentaire, les informations mentionnées dans cette section peuvent être confirmées par la base de données Les Archives du spectacle.

### Comédien

#### Comédie-Française
- Le Misanthrope de Molière : Oronte
- 2008 : Fanny de Marcel Pagnol, mise en scène Irène Bonnaud, théâtre du Vieux-Colombier : César
- 2008 : Bonheur ? d'Emmanuel Darley, mise en scène Andrés Lima, théâtre du Vieux-Colombier
- 2008 : Le Mariage forcé de Molière et Lully, mise en scène Pierre Pradinas, Studio-Théâtre : Pancrace
- 2009 : Ubu roi d'Alfred Jarry, mise en scène Jean-Pierre Vincent
- 2009 : Les affaires sont les affaires d'Octave Mirbeau, mise en scène Marc Paquien, théâtre du Vieux-Colombier
- 2010 : Le bruit des os qui craquent de Suzanne Lebeau, mise en scène Anne-Laure Liégeois, Studio-Théâtre : voix off
- 2010 : Burn baby burn de Carine Lacroix, mise en scène Anne-Laure Liégeois, Studio-Théâtre : une voix
- 2010 : Le Mariage forcé de Molière et Lully, mise en scène Pierre Pradinas, Comédie-Française
- 2010 : Les Trois Sœurs, d'Anton Tchekhov, mise en scène d'Alain Françon : Koulyguine
- 2010 : Cyrano de Bergerac d'Edmond Rostand, mise en scène Denis Podalydès
- 2010 : La Grande Magie d'Eduardo De Filippo, mise en scène Dan Jemmett
- 2010 : Les Oiseaux d'Aristophane, mise en scène Alfredo Arias : le poète, le parricide et Poséidon
- 2010 : Un fil à la patte de Georges Feydeau, mise en scène Jérôme Deschamps, Antonio
- 2010 : Les Trois Sœurs d'Anton Tchekhov, mise en scène Alain Françon, Fiodor Ilitch Koulyguine
- 2011 : Les Joyeuses Commères de Windsor de William Shakespeare, mise en scène Andrés Lima, Salle Richelieu
- 2011 : Ubu roi d'Alfred Jarry, mise en scène Jean-Pierre Vincent, Salle Richelieu, Capitaine Bordure, 3e noble, magistrat, 2e financier et l'ours
- 2011 : L'École des femmes de Molière, mise en scène Jacques Lassalle, Salle Richelieu
- 2011 : Un fil à la patte de Georges Feydeau, mise en scène Jérôme Deschamps, Salle Richelieu, Firmin
- 2012 : Le Malade imaginaire de Molière, mise en scène Claude Stratz, théâtre Éphémère, Béralde (en alternance)
- 2012 : Un chapeau de paille d'Italie d'Eugène Labiche, mise en scène Giorgio Barberio Corsetti, Salle Richelieu, Vézinet, sourd
- 2013 : Troïlus et Cressida de William Shakespeare, mise en scène Jean-Yves Ruf, Salle Richelieu, Pandare
- 2013 : Existence d'Edward Bond, mise en scène Christian Benedetti, Tom
- 2013 : Hamlet de William Shakespeare, mise en scène Dan Jemmett, Salle Richelieu, Polonius
- 2014 : Le Misanthrope de Molière, mise en scène Clément Hervieu-Léger, Salle Richelieu, Dubois
- 2014 : Lucrèce Borgia de Victor Hugo, mise en scène Denis Podalydès, Salle Richelieu
- 2015 : La Dame aux jambes d'azur d'Eugène Labiche, mise en scène Jean-Pierre Vincent, Studio-Théâtre
- 2015 : Innocence de Dea Loher, mise en scène Denis Marleau, Salle Richelieu
- 2016 : Le Chant du cygne et L'Ours de Anton Tchekhov, adaptation Kevin Keiss et Maëlle Poésy, mise en scène Maëlle Poésy, Studio-Théâtre
- 2016 : Cyrano de Bergerac d'Edmond Rostand, mise en scène Denis Podalydès, Salle Richelieu
- 2017 : La Règle du jeu de Jean Renoir, mise en scène Christiane Jatahy, Salle Richelieu
- 2017 : Lucrèce Borgia de Victor Hugo, mise en scène Denis Podalydès, Salle Richelieu (reprise)
- 2017 : Les Fourberies de Scapin de Molière, mise en scène Denis Podalydès, Salle Richelieu
- 2017 : La Tempête de Shakespeare, mise en scène Robert Carsen, Salle Richelieu
- 2018 : Poussière de Lars Norén, mise en scène de l'auteur, Salle Richelieu
- 2019 : Fanny et Alexandre de Ingmar Bergman, mise en scène Julie Deliquet, Salle Richelieu
- 2020 : Le Côté de Guermantes de Marcel Proust, adaptation et mise en scène Christophe Honoré, théâtre Marigny
- 2021 : Hansel et Gretel des Frères Grimm, mise en scène Rose Martine, Studio-Théâtre
- 2022 : Le Misanthrope de Molière, mise en scène Clément Hervieu-Léger, Salle Richelieu
- 2022 : Les Fourberies de Scapin de Molière, mise en scène Denis Podalydès, Salle Richelieu
- 2025 : L'Intruse et les aveugles de Maurice Maeterlinck, mise en scène Tommy Milliot, Théâtre du Vieux-Colombier

#### Hors Comédie-Française
- 1985 : Lucrèce Borgia de Victor Hugo, mise en scène Antoine Vitez, Festival d'Avignon, théâtre national de Chaillot, Opéra Comédie
- 1987 : Le Soulier de satin de Paul Claudel, mise en scène Antoine Vitez, Festival d'Avignon
- 1988 : Les Trois Sœurs d’Anton Tchekhov, mise en scène Maurice Bénichou, Festival d'Avignon
- 1990 : La Dame de chez Maxim de Georges Feydeau, mise en scène Alain Françon, théâtre du Huitième, Lyon
- 1994 : Pièces de guerre d'Edward Bond, mise en scène Alain Françon, Festival d'Avignon
- 1995 : Pièces de guerre d'Edward Bond, mise en scène Alain Françon, théâtre de l'Odéon
- 1996 : L'Idiot d'après Fiodor Dostoïevski, mise en scène Joël Jouanneau, théâtre national de Strasbourg
- 1996 : Édouard II de Christopher Marlowe, mise en scène Alain Françon, Festival d'Avignon, espace Malraux, Chambéry, théâtre de l'Odéon, tournée
- 1997 : Édouard II de Christopher Marlowe, mise en scène Alain Françon, théâtre des Treize Vents, TNP Villeurbanne, Comédie de Reims, tournée
- 1997 : Dans la compagnie des hommes d'Edward Bond, mise en scène Alain Françon, théâtre national de la Colline
- 1997 : Dans la jungle des villes de Bertolt Brecht, mise en scène Stéphane Braunschweig, Centre national de création d'Orléans
- 1998 : Dans la jungle des villes de Bertolt Brecht, mise en scène Stéphane Braunschweig, théâtre national de la Colline
- 1999 : Les Huissiers de Michel Vinaver, mise en scène Alain Françon, théâtre national de la Colline, théâtre de Nice
- 2000 : Café d'Edward Bond, mise en scène Alain Françon, théâtre national de la Colline
- 2000 : Terres promises de Roland Fichet, mise en scène Philippe Lanton, Festival d'Avignon
- 2001 : Terres promises de Roland Fichet, mise en scène Philippe Lanton, théâtre Gérard Philipe
- 2001 : L'École des femmes de Molière, mise en scène Didier Bezace, Festival d'Avignon, tournée
- 2002 : L'École des femmes de Molière, mise en scène Didier Bezace, théâtre de la Commune, tournée
- 2003 : Algérie 54-62 de Jean Magnan, mise en scène Robert Cantarella, théâtre Dijon-Bourgogne, théâtre national de la Colline
- 2003 : Dynamo d'Eugène O'Neill, mise en scène Robert Cantarella, théâtre Dijon-Bourgogne, théâtre national de la Colline
- 2004 : Derniers remords avant l'oubli de Jean-Luc Lagarce, mise en scène Jean-Pierre Vincent, théâtre de l'Odéon, ateliers Berthier
- 2020 : Littoral, texte et mise en scène de Wajdi Mouawad, théâtre national de la Colline

### Metteur en scène
- 2016 : Clouée au sol de George Brant (en)

## Filmographie
Sauf indication contraire, les informations mentionnées dans cette section peuvent être confirmées par les bases de données cinématographiques IMDb et Allociné,  présentes dans la section « Liens externes ».

### Télévision
- 1982 : Médecins de nuit (série télévisée) d'Emmanuel Fonlladosa, épisode La Dernière Nuit : le radiologue
- 2006 : Le Grand Charles (téléfilm en deux parties) de Bernard Stora : André Philip
- 2013 : Ça ne peut pas continuer comme ça (téléfilm) de Dominique Cabrera : Yves
- 2013 : Crime d'État (téléfilm) de Pierre Aknine : Debizet
- 2014 : Les Trois Sœurs (téléfilm) de Valeria Bruni Tedeschi : Fiodor
- 2016 : La Main du mal (téléfilm en deux parties) de Pierre Aknine : Docteur Janson
- 2023 : Schlitter (téléfilm) de Pierre Mouchet : le bûcheron

### Cinéma
- 2004 : RRRrrrr!!! d'Alain Chabat : Pierre le Trop Grand 1
- 2005 : Palais Royal ! de Valérie Lemercier : le journaliste à la sortie de l'école
- 2007 : Écoute le temps (Fissures) d'Alanté Kavaïté : lieutenant Brenot
- 2007 : L'Homme qui marche d’Aurélia Georges : l'éditeur